# ドゥーニャとデイジー
『ドゥーニャとデイジー』（原題：Dunya en Desie in Marokko）は、2008年のオランダ映画。オランダのテレビシリーズ『Dunya & Desie』を映画化した作品である。

## ストーリー
イスラム教徒の家庭で育ったドゥーニャ、自由奔放な地元娘デイジーは大の親友同士。しかしドゥーニャは見合い話のためモロッコへ帰郷することに。さらにデイジーが妊娠して父親がいるモロッコに行くことに。

## キャスト
- マリアム・ハッソーニ（nl）：ドゥーニャ
- エヴァ・ヴァンダー・ウェイデーヴェン（nl）：デイジー
- クリスティン・ヴァン・ストラーレン（nl）：モニーク
- テオ・マーセン（nl）：ジェフ
- ラチダ・イアッララ：ラチダ
- マフーブ・ベンムーサ：ナビル
- イリアス・オッジャ（nl）：ソフィアン
- イリアス・アダッブ：サミール
- ティゴ・ゲルナンド（nl）：ピム
- ミチャ・ハルスホフ：マイク
- ファテマ・ウーチェイ：モロッコの女占い師
- マルセル・ムステルス：ハンス・ハーコル
- アリックス・アダムス：ハンスの再婚妻